# Soroki (rejon postawski)
Soroki (biał. Сарокі; ros. Сороки) – wieś na Białorusi, w obwodzie witebskim, w rejonie postawskim, w sielsowiecie Wołki.
Dawniej wieś i folwark.

## Historia
W czasach zaborów w granicach Imperium Rosyjskiego.
W dwudziestoleciu międzywojennym wieś i folwark leżały w Polsce, w województwie wileńskim, w powiecie duniłowickim (od 1926 postawskim), w gminie Duniłowicze.
Według Powszechnego Spisu Ludności z 1921 roku zamieszkiwało:
- wieś   – 142 osoby, 78 było wyznania rzymskokatolickiego a 64 prawosławnego. Jednocześnie 70 mieszkańców zadeklarowało polską przynależność narodową a 70 prawosławną. Było tu 40 budynków mieszkalnych[3]. W 1931 w 33 domach zamieszkiwało 147 osób[4].
- folwark  – 56 osób, 41 było wyznania rzymskokatolickiego a 15 prawosławnego. Jednocześnie 40 mieszkańców zadeklarowało polską przynależność narodową a 16 prawosławną. Było tu 5 budynków mieszkalnych[3]. W 1931 w 4 domach zamieszkiwało 47 osób[4].

Miejscowość należała do parafii rzymskokatolickiej w Duniłowiczach. Podlegała pod Sąd Grodzki w Duniłowiczach i Okręgowy w Wilnie; właściwy urząd pocztowy mieścił się w Duniłowiczach.
W 1938 roku wieś i folwark należały do gromady Malkowicze gminy Duniłowicze.